# Eric Jarosinski
Eric Jarosinski (* 1971 in Park Falls, Wisconsin) ist ein US-amerikanischer Autor und Germanist, der seit 2012 einen Twitter-Kanal unter dem Namen „NeinQuarterly“ mit dem Untertitel „A Compendium of Utopian Negation“ betreibt.

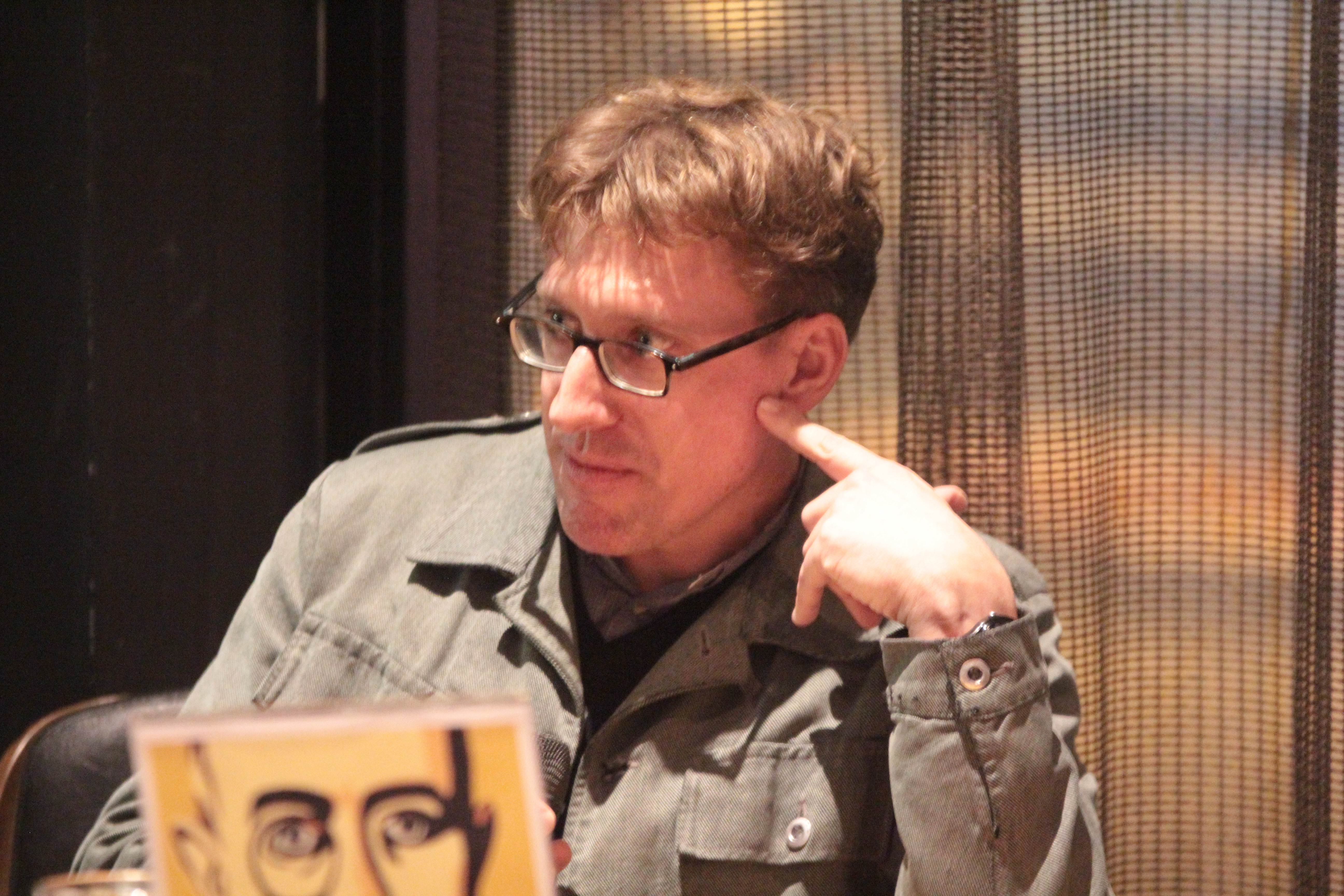
Jarosinski in Amsterdam (2015)

## Leben
Jarosinski schrieb 1993 seine Bachelor-Arbeit an der University of Wisconsin über The Milwaukee Vorwärts and World War I. Er promovierte 2005 an der University of Wisconsin mit einer Arbeit über Adorno, Benjamin und Kracauer (The rhetoric of transparency in the New Berlin). Er hat auf seinem Twitter-Kanal über 35.000 Tweets eingestellt (Stand: Juni 2016), er hat über 135.000 Follower (Stand: Juni 2016) und ein erhebliches Medienecho etwa im The New Yorker, der Süddeutschen Zeitung, bei Spiegel Online und der Zeit gefunden. Der Anlass, Twitter intensiv zu nutzen, war eine Schaffenskrise, in der Jarosinski nicht in der Lage war, ein geplantes Buch zu schreiben. Jarosinski hat sich mit Friedrich Nietzsche, Walter Benjamin, Theodor W. Adorno und der kritischen Theorie beschäftigt und unter anderem in Deutschland studiert. Im Jahr 2014 besuchte er auf der „Failed Intellectual-Tour“ zahlreiche Städte in Europa, den USA und in Kanada. Auf der Frankfurter Buchmesse 2015 wurde ihm der Virenschleuder-Preis verliehen.

## Schriften
- (Mitautor): Über 140 Zeichen. Autoren geben Einblick in ihre Twitterwerkstatt. Frohmann, Berlin 2014. ISBN 978-3-944195-24-7 (Webseite)
- Nein. Ein Manifest. S. Fischer, Frankfurt am Main 2015. ISBN 978-3-10-002389-6